# JS Sagami (AOE-421)
JS Sagami (AOE-421) (Tiếng Nhật: さがみ) là một tàu tiếp liệu thuộc Lực lượng Phòng vệ trên biển Nhật Bản. Tàu được đặt lườn vào ngày 28 tháng 9 năm 1977 và hạ thủy vào ngày 4 tháng 9 năm 1978. Được đưa vào hoạt động vào ngày 30 tháng 3 năm 1979 với số hiệu AOE-421. Ngừng hoạt động vào ngày 3 tháng 3 năm 2005. Tên của tàu có nguồn gốc từ hồ Sagami, một hồ nước nằm ở phường Midori, thành phố Sagamihara, tỉnh Kanagawa, Nhật Bản.

## Thiết kế

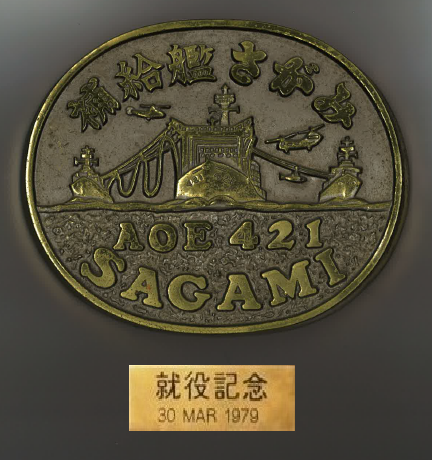
Biểu tượng của JS Sagami.

JS Sagami được bố trí sàn đáp trực thăng ở phía đuôi tàu để tiếp nhận trực thăng HSS-2. Các trạm tiếp tế trên biển được bố trí theo hai bên thành tàu, có khả năng vận chuyển hàng hóa rắn và thực hiện việc tiếp nhiên liệu diesel cho tàu, máy bay và nước uống. Khối lượng nhiên liệu tối đa được bơm vào trong 1 giờ là 650 tấn. 
Ngoài ra, tàu còn được trang bị một trạm bơm ở đuôi – có thể sử dụng nếu tình trạng thời tiết không cho phép thực hiện việc tiếp nhiên liệu từ thành tàu. Tổng cộng, JS Sagami mang được 4500 tấn nhiên liệu diesel (5400 tấn khi trọng tải tối đa), 220 tấn nhiên liệu máy bay (JP-5), 160 tấn nước sạch và số lượng lương thực tương đương 40.000 suất ăn. Ngoài ra, trong hầm còn có chỗ cho 12 thùng hàng hóa tiêu chuẩn. Trên JS Sagami còn được lắp 3 thiết bị chưng cất nước, mỗi thiết bị có thể sản xuất 40 tấn nước mỗi ngày. Đồng thời, tàu còn được trang bị 2 cần cẩu 50 tấn và 2 thang nâng với sức nâng của mỗi thang là 4 tấn.
Nhiệm vụ chính của JS Sagami là tiếp tế cho các đội tàu chiến hoạt động dài ngày. Nhưng nó có thể được sử dụng trong các chiến dịch cứu trợ nhân đạo trong những khu vực có thiên tai. Trong trường hợp này, trên tàu được trang bị một bệnh viện dã chiến và các trang thiết bị y tế, đảm bảo cho các những người bị nạn về điện, nước sạch, thức ăn nóng và y tế.

## Hệ thống điện tử và hệ thống động lực
Tàu được trang bị radar định vị và theo dõi mục tiêu mặt nước OPS-18 do Đài phát thanh Nhật Bản (JRC) chế tạo. Phương thức "bảo vệ mềm" (soft-kill) của tàu là hệ thống mồi bẫy Mk-137 SRBOC. Cơ chế hoạt động của nó là phóng ra các rocket thả lá nhôm, tạo ra mục tiêu giả, gây nhầm lẫn cho đầu dò của tên lửa đang hướng đến.
JS Sagami được trang bị 2 động cơ diesel Mitsubishi Heavy Industries 12DRV35/44 có công suất 9.250 mã lực/570 vòng/phút và 2 máy phát điện diesel công suất 600 kW. Các động cơ này kết nối với nhau cung cấp tổng công suất đầu ra 18.500 mã lực, cho phép tàu có thể đạt tốc độ tối đa 22 hải lý/h, phạm vi hoạt động 9.500 hải lý, tốc độ hành trình 20 hải lý/h.

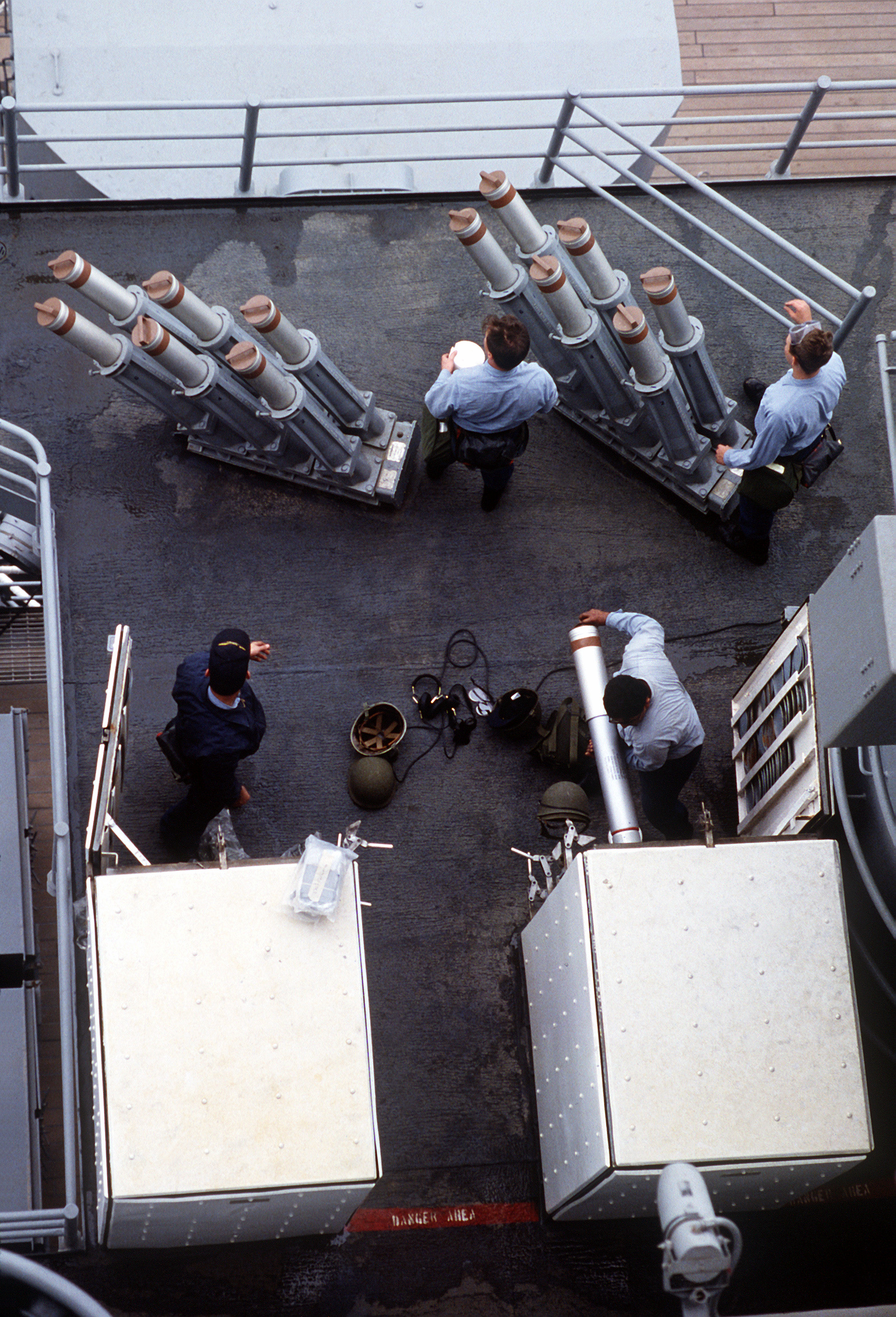
Hệ thống phóng mồi bẫy Mk-137 SRBOC.
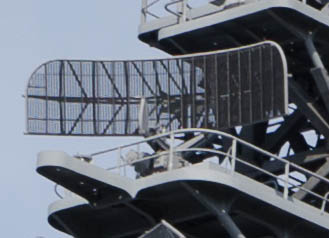
Radar định vị nhận dạng, theo dõi mục tiêu mặt nước OPS-18